# باچکو پترووو سلو
باچکو پترووو سلو (به صربی: Bačko Petrovo Selo) یک روستا در صربستان است که در Bečej Municipality واقع شده‌است. باچکو پترووو سلو ۱۱۵٫۳۶ کیلومتر مربع مساحت و ۶٬۳۵۰ نفر جمعیت دارد و ۸۶ متر بالاتر از سطح دریا واقع شده‌است.

## خواهرخوانده
شهر هارکانی خواهرخواندهٔ باچکو پترووو سلو هست.